# پیش از آنکه بخوابم (فیلم)
پیش از آن که بخوابم (انگلیسی: Before I Go to Sleep) یک فیلم مرموز مهیج به کارگردانی روان جافه است که در سال ۲۰۱۴ منتشر شد. از بازیگران آن می‌توان به نیکول کیدمن، مارک استرانگ و کالین فرث اشاره کرد. داستان فیلم برگرفته از رمانی به همین نام نوشتهٔ اس.جی. واتسون است.

## خلاصه داستان
داستان فیلم دربارهٔ زنی ۴۰ ساله به نام کریستین لوکاس است که بر اثر حادثه‌ای نامعلوم دچار یادزدودگی پیش‌گستر شده‌است و هر روز پس از بیدار شدن از خواب هیچ چیز را به یاد نمی‌آورد و سعی می‌کند خاطرات از دست رفته را به کمک ژورنالش احیا کند.
دکتر نش عصب روانشناسی است که یک دوربین به او می‌دهد تا هر روز افکار و پیشرفت خود را در آن ضبط کند. نش از کریستین می‌خواهد دوربین را به همسرش بن نشان ندهد و می‌گوید فقدان حافظه او بعد از یک حمله نزدیک هتل رخ داده‌است.
در طول درمان، کریستین به یاد زنی مورقرمز به نام کلر می‌افتد. بن می‌گوید کلر دوستی بوده که نتوانسته وضعیت کریستین را تاب بیاورد و با او قطع رابطه کرده‌است. بعداً کریستین به یاد می‌آورد که یک پسر داشته‌است. با عصبانیت به سراغ بن می‌رود ولی بن می‌گوید پسرشان در ۸سالگی در اثر مننژیت مرده‌است. کریستین نام مایک را به یاد می‌آورد و گمان می‌کند مردی است که به او حمله کرده‌است. دکتر نش سعی می‌کند آرامش کند و او را ببوسد، ولی کریستین می‌فهمد نام کوچک او، مایک است. فرار می‌کند ولی دکتر به او آرامبخش تزریق کرده و به خانه می‌برد. بعداً روند درمان را تمام می‌کند چون به کریستین حس پیدا کرده‌است.
کریستین می‌فهمد چندسال پس از حمله، بن او را در یک مؤسسه مراقبتی گذاشته و از او طلاق گرفته ولی بعداً نظرش عوض شده و او را به خانه برگردانده است. او شماره کلر را از دکتر نش می‌گیرد و با او ملاقات می‌کند. کلر می‌گوید کریستین پیش از حمله با کسی رابطه داشته و پس از فقدان حافظه اش، یک بار کلر و بن با هم رابطه جنسی داشته‌اند. سپس نامه ای از بن به او می‌دهد. در آن نامه، بن می‌گوید کریستین را دوست دارد ولی بخاطر پسرشان آدام باید ترکش کند.
کریستین تصمیم می‌گیرد دوربینش را به بن نشان دهد. ولی بن او را به داشتن رابطه با دکتر نش متهم کرده و عصبانی می‌شود. کلر تلفنی به کریستین می‌گوید که بن گفته چندین سال است که کریستین را ندیده‌است. آن‌ها می‌فهمند که بن واقعی در آن خانه با او زندگی نمی‌کند. سعی می‌کند فرار کند ولی «بن» او را بیهوش می‌کند.
روز بعد، کریستین دوباره بدون هیچ خاطره ای بیدار می‌شود. ولی در دوربین فیلمی از خود پیدا می‌کند که در آن می‌گوید «بن» را دوست دارد و می‌خواهد با او یک زندگی بسازد. «بن» زنگ می‌زند و می‌گوید امشب به سفر خواهند رفت. شب، کریستین را به هتل نزدیک جایی می‌برد که بیهوش پیدا شده بود. او فاش می‌کند که نامش مایک است و قبلاً با هم رابطه مخفی داشته‌اند. کریستین به یاد می‌آورد که مایک می‌خواسته رابطه شان برای بن فاش شود ولی کریستین نمی‌پذیرد و بحث بالا می‌گیرد و مایک وحشیانه به او حمله می‌کند. مایک ویدیوهای دوربین را پاک می‌کند و با اظهار عشق به کریستین، می‌گوید دیگر نمی‌خواهد نقش بن را بازی کند. دوباره با هم درگیر می‌شوند ولی این بار، کریستین مایک را بیهوش کرده و فرار می‌کند. بعداً او را در آمبولانس می‌بینیم که درحال ضبط داستانش با دوربین است.
کریستین در بیمارستان بیدار می‌شود و دکتر نش بعنوان دوست به دیدنش می‌آید. او می‌گوید مایک دستگیر شده و بعد، بن واقعی و پسرشان آدام وارد اتاقش می‌شوند. حافظه کریستین با دیدن آدام برمی گردد.

## بازیگران
- نیکول کیدمن در نقش کریستین لوکاس
- کالین فرث در نقش مایک
- مارک استرانگ در نقش دکتر مایک نش
- ان-ماری داف در نقش کلر
- دین چارلز چپمن در نقش آدام
- جینگ لوسی در نقش پرستار کیت
- رزی مک فرسون در نقش امیلی
- بن کرمپتون در نقش سرایدار انبار
- آدام لوی در نقش بن لوکاس
- گیبریل استرانگ در نقش پسر دوچرخه سوار
- فلین مک آرتور در نقش پسری در رؤیا
- هانا بلامیرس در نقش مادری در پارک
- برن کلاچو در نقش دکتر
- کریس کولین در نقش افسر پلیس
- لارن دیکس در نقش بیمار
- لوئلا گیدیون در نقش پرستار روانپزشکی
- کوین هادسون در نقش مرد دوچرخه سوار
- استیو مانرو در نقش انباردار
- نیک ترنر در نقش دوست کلر